# جدرة
الجُدْرَة هو تكوين نوع من الندبة، تتكون بشكل رئيسي إما من النوع الثالث (مبكرا) أو النوع الأول (متأخرا) من الكولاجين اعتمادا على نضجها، وتنتج عن فرط نمو النسيج الحبيبي (النوع الثالث من الكولاجين) في موقع إصابة الجلد الذي يلتئم ويتم استبداله ببطء بالنوع الأول من الكولاجين. والجدرة هي آفات مطاطية صلبة أو عقيدات ليفية لامعة يمكن أن يختلف لونها من الوردي إلى لون بشرة الشخص أو من الأحمر إلى البني الداكن. والجدرة هي ندبة حميدة ليست معدية، ولكنها في بعض الأحيان تكون مصحوبة بحكة شديدة، وألم، وتغيرات في النسيج. وقد تؤثر في الحالات الشديدة على حركة الجلد. وتنتشر الجدرة بمعدل 15 مرة في الأشخاص الذين ينحدرون من أصل أفريقي جنوب الصحراء أكثر من الأشخاص من ذوي الأصول الأوروبية.
لا ينبغي الخلط بين الجدرة وبين الندوب الضخاميّة، التي تكون عبارة عن ندوب مرتفعة لا تتعدى حدود الجرح الأصلي.

## علامات وأعراض

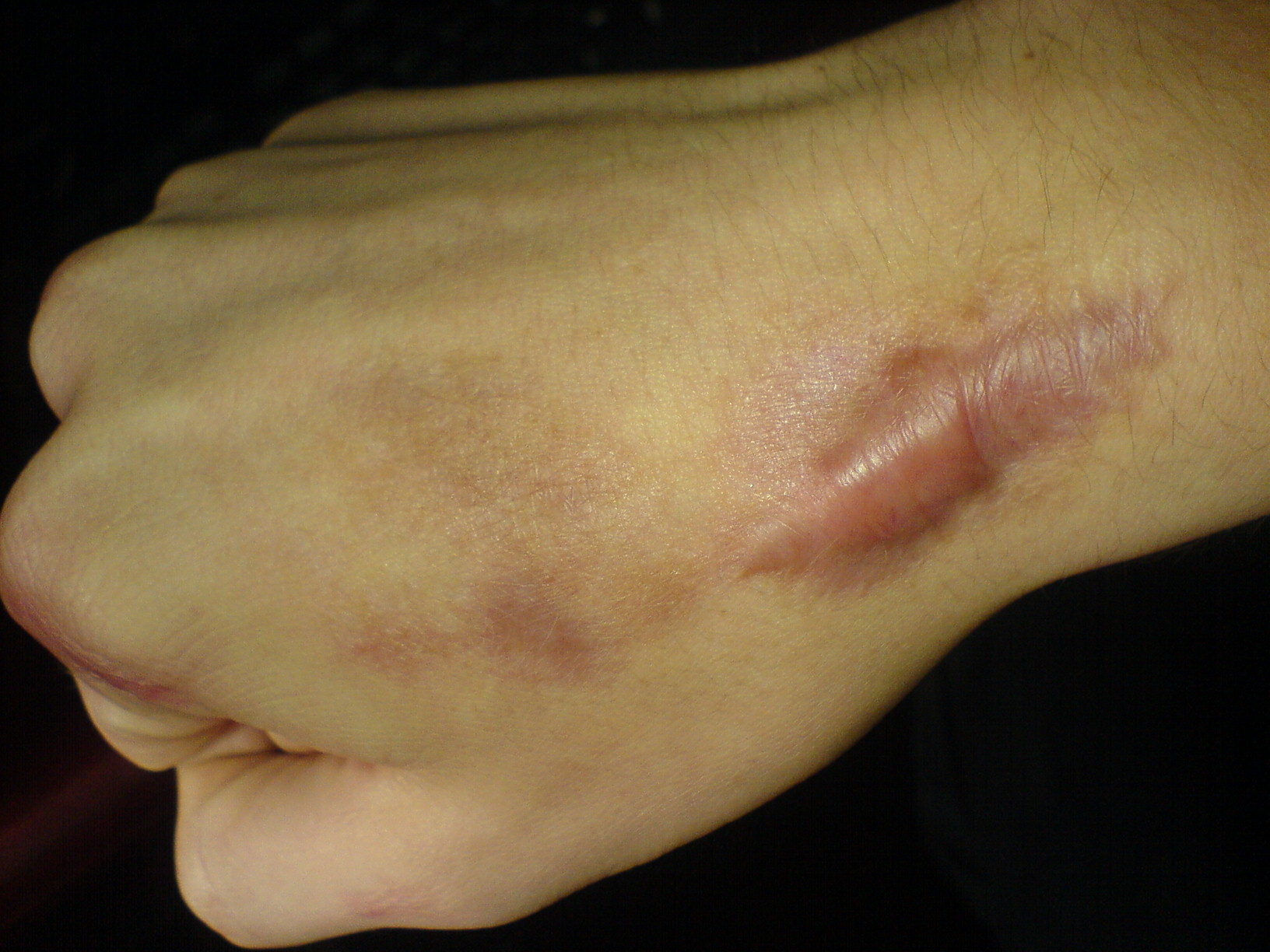
جدرة بعد عملية جراحية في الرسغ

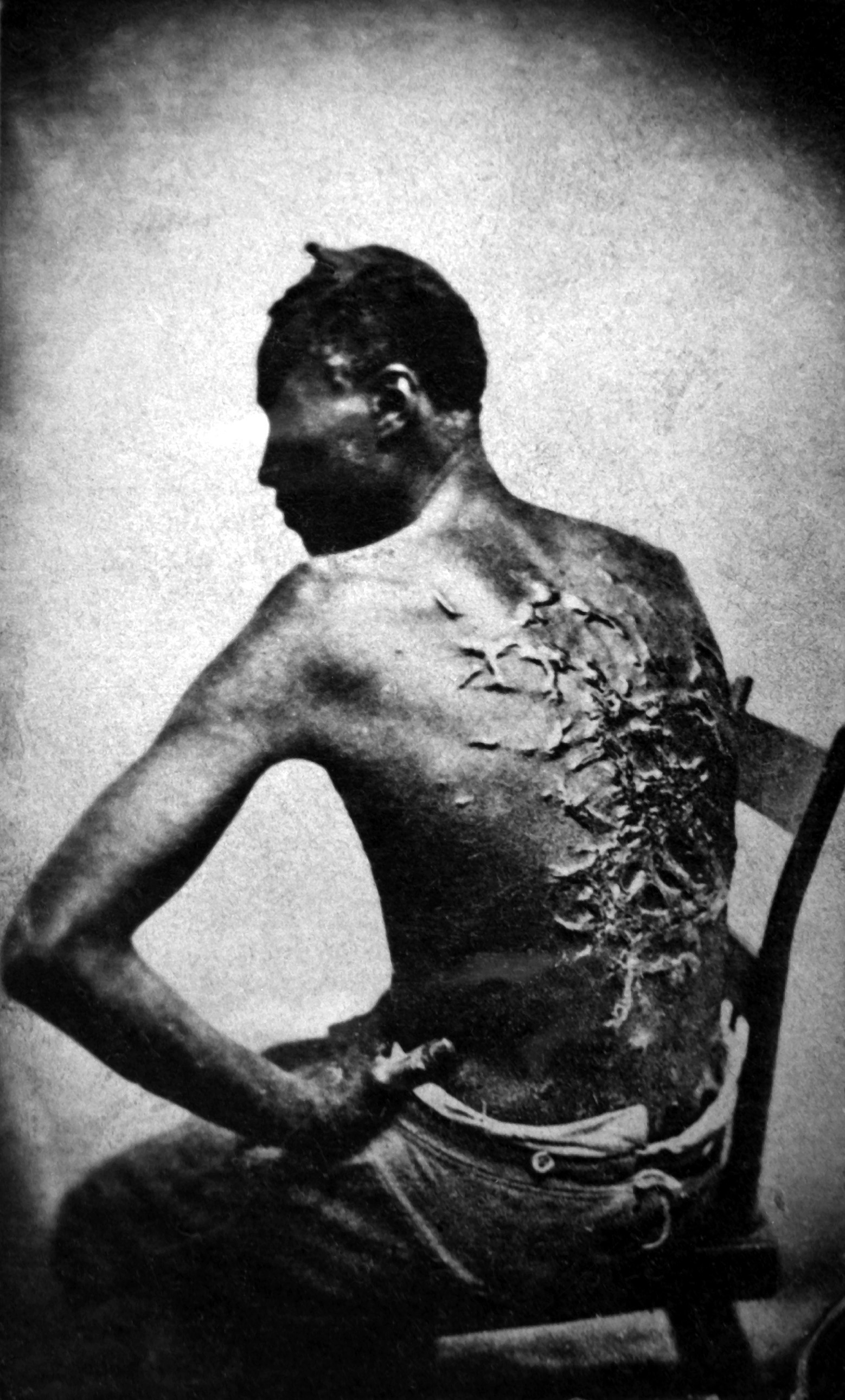
جدرة بفعل ضرب السياط

تتوسع الجدرة متخذة نموا يشبه المخلب على الجلد الطبيعي، ولديها القدرة أن تسبب ألم يُشبه وخز الإبرة أو تسبب حكة، وتختلف درجة الإحساس من شخص لآخر.
وقد تتقرح الجُدرة إذا أصيبت بالعدوى. وإزالة الندبة هو أحد خيارات العلاج. ومع ذلك، فإنه قد يؤدي إلى عواقب أكثر شدة، فاحتمال أن تصبح ندبة الجراحة الناتجة جُدرة عادة ما تكون أكبر من 50٪. كما يتم استخدام العلاج بالليزر بدرجات نجاح متفاوتة.
تتشكل الجدرة داخل النسيج الندبي. ويميل الكولاجين المستخدم في التئام الجروح إلى التكاثر في هذه المنطقة، مما يؤدي في بعض الأحيان إلى تكوين كتلة أكبر من تلك الموجودة في الندبة الأصلية. ويمكن أن تتراوح ألوانها أيضًا من اللون الوردي إلى الأحمر. وعلى الرغم من أنها تحدث عادة في موقع الإصابة، فقد تنشأ الجدرة أيضًا بشكل تلقائي، ويمكن أن تحدث في موقع البثور أو الخدوش أو نتيجة لظهور حب الشباب الحاد أو جدري الماء، أو العدوى في مكان الجرح، أو الصدمة المتكررة في منطقة ما، أو توتر الجلد الزائد أثناء إغلاق الجرح أو وجود جسم غريب في الجرح، ويمكن أن تكون الجدرة حساسة في بعض الأحيان للكلور. ويمكن أن تنمو جدرة الندبات إذا ظهرت في سن صغيرة، لأن الجسم لا يزال ينمو.

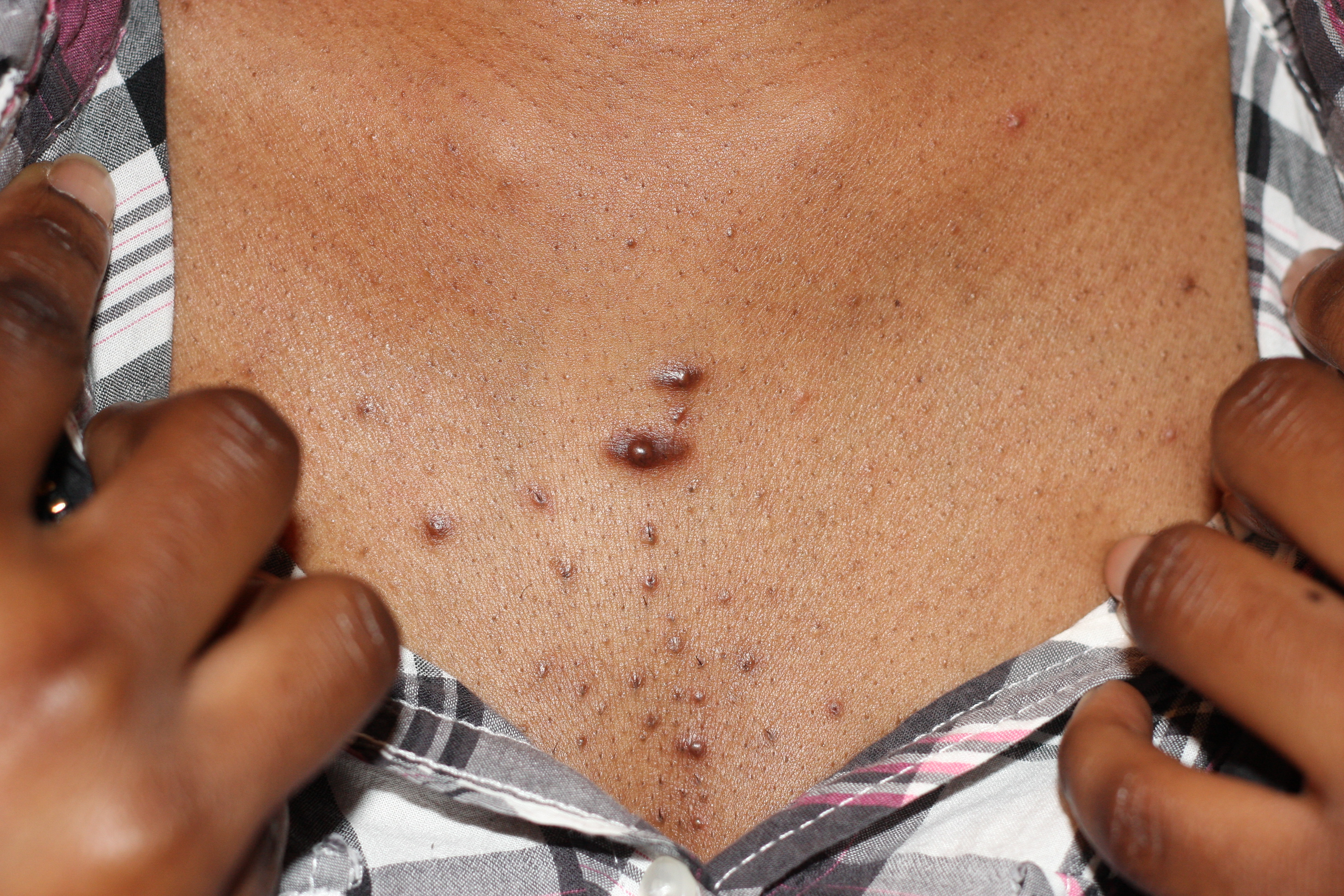
جدرة في شكل بثور صغيرة
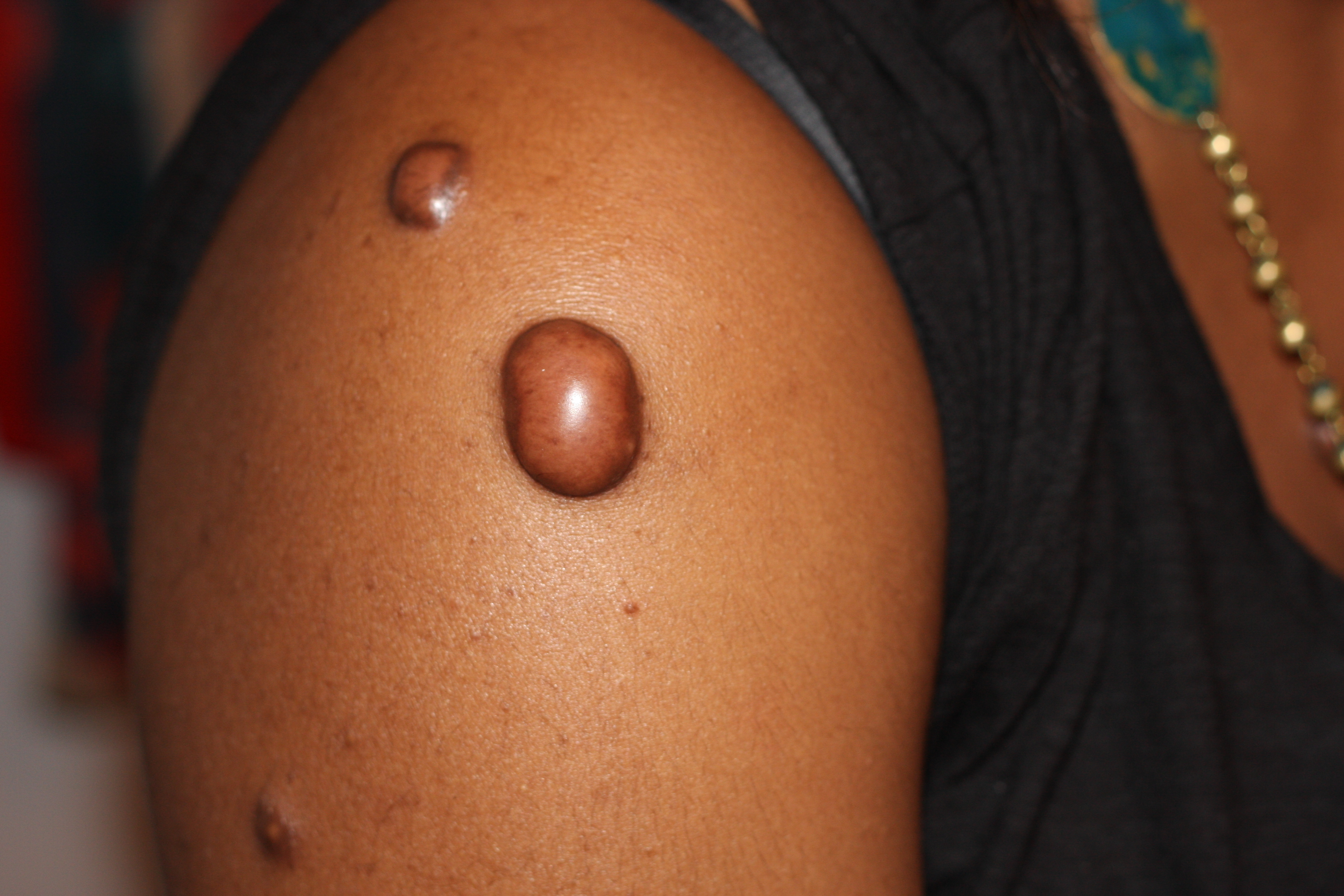
عقيدات جدرية (قطرها 1–2 سم).
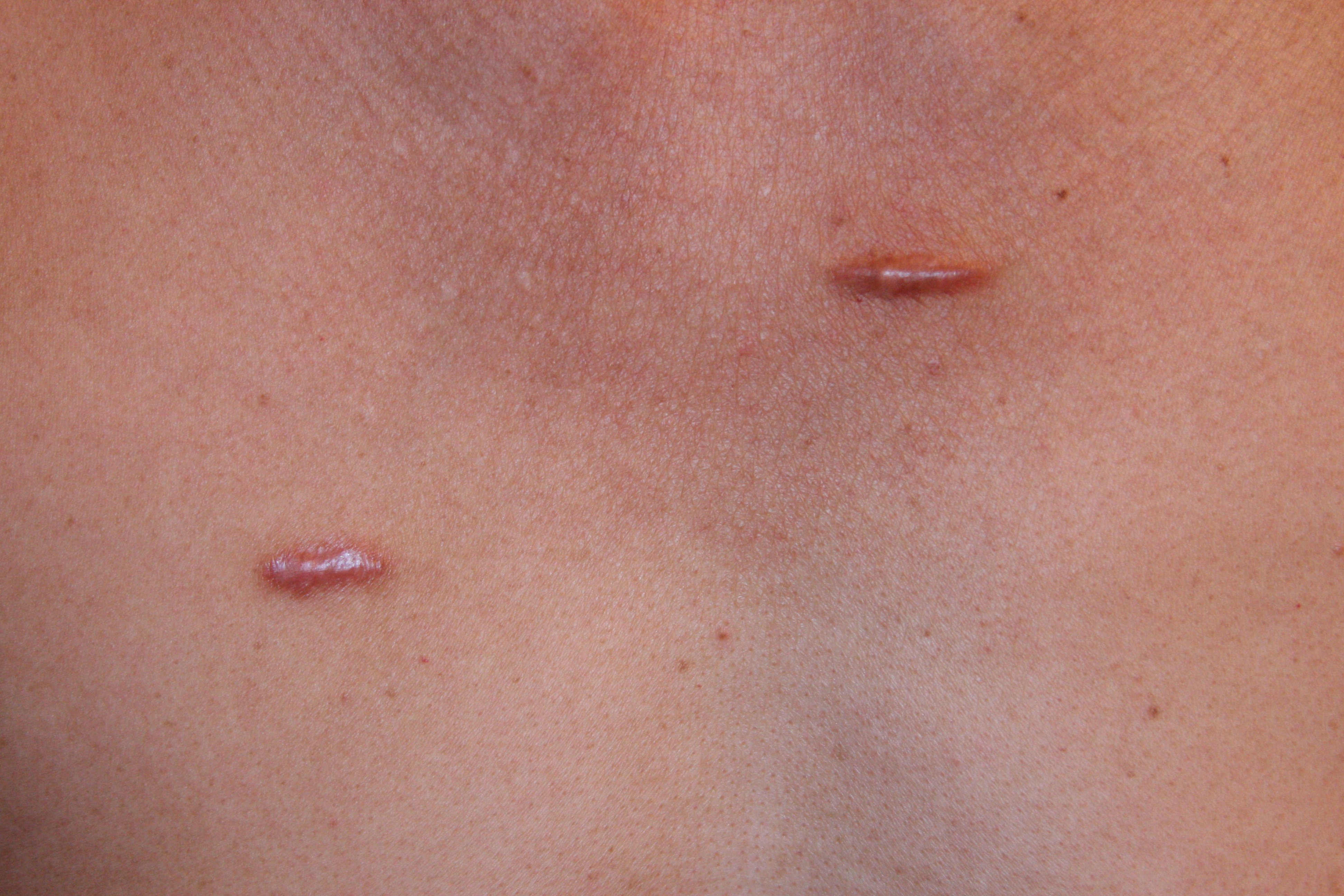
خطين من الجدرة
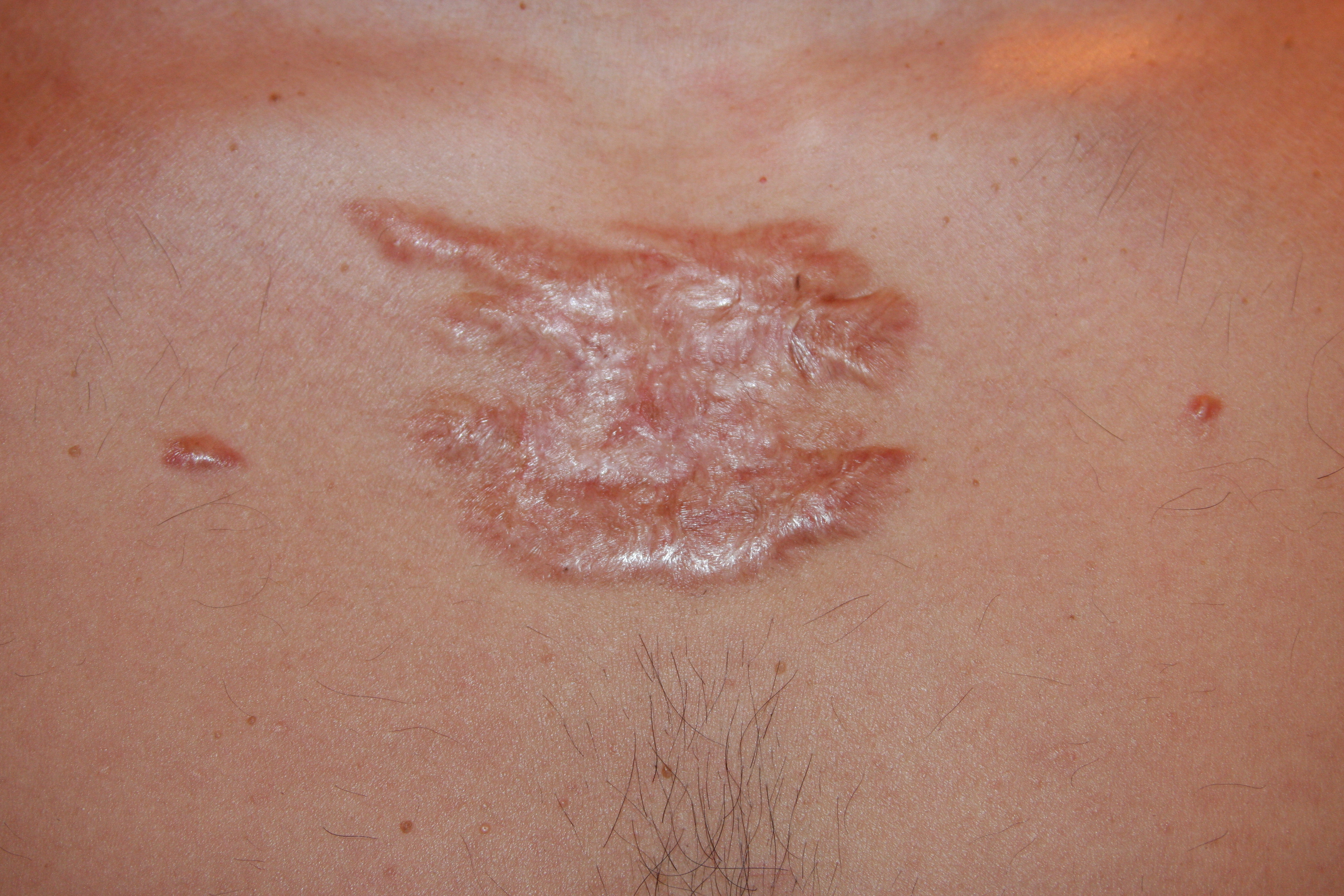
جدرة مسطحة
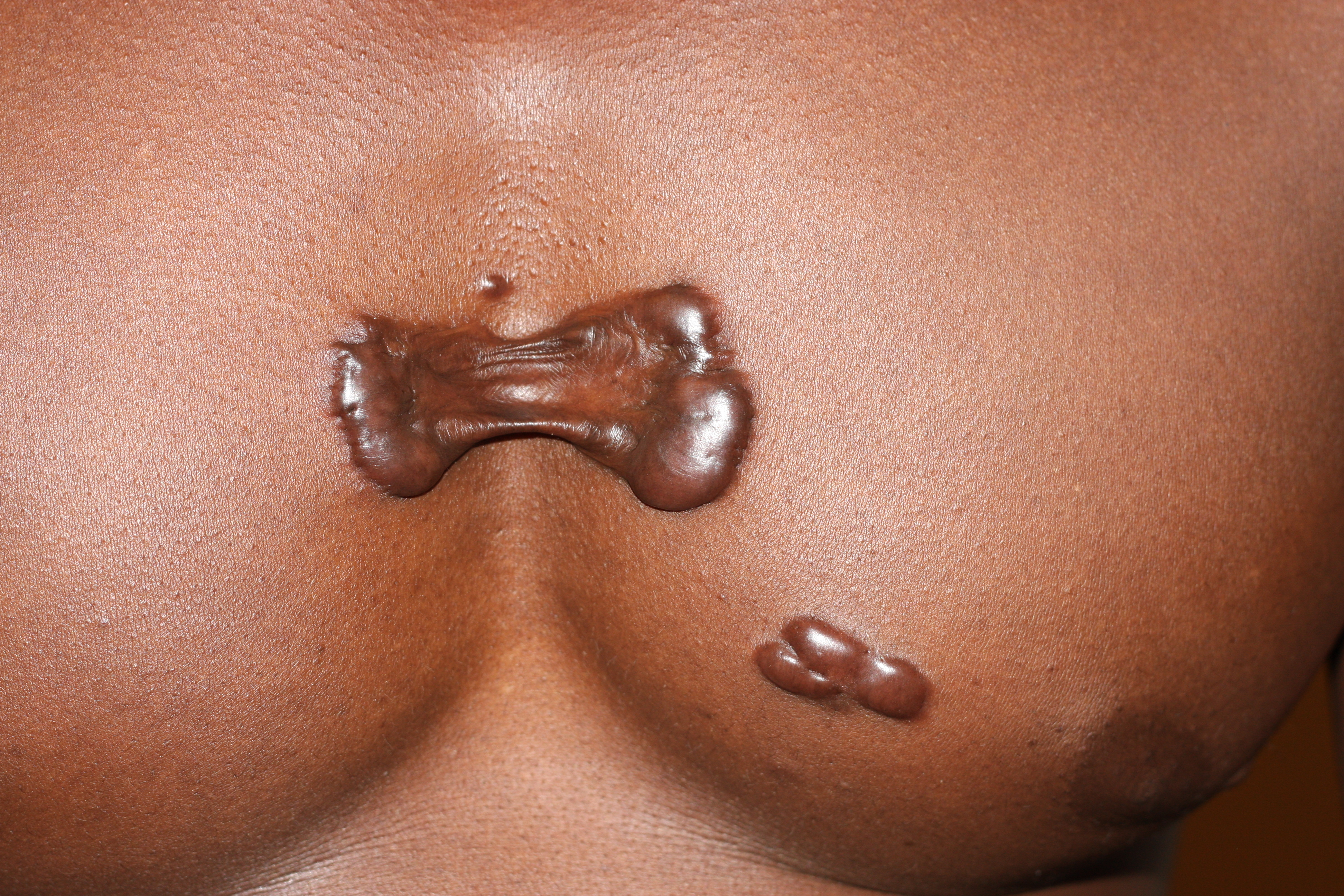
جدرة في شكل فراشة.
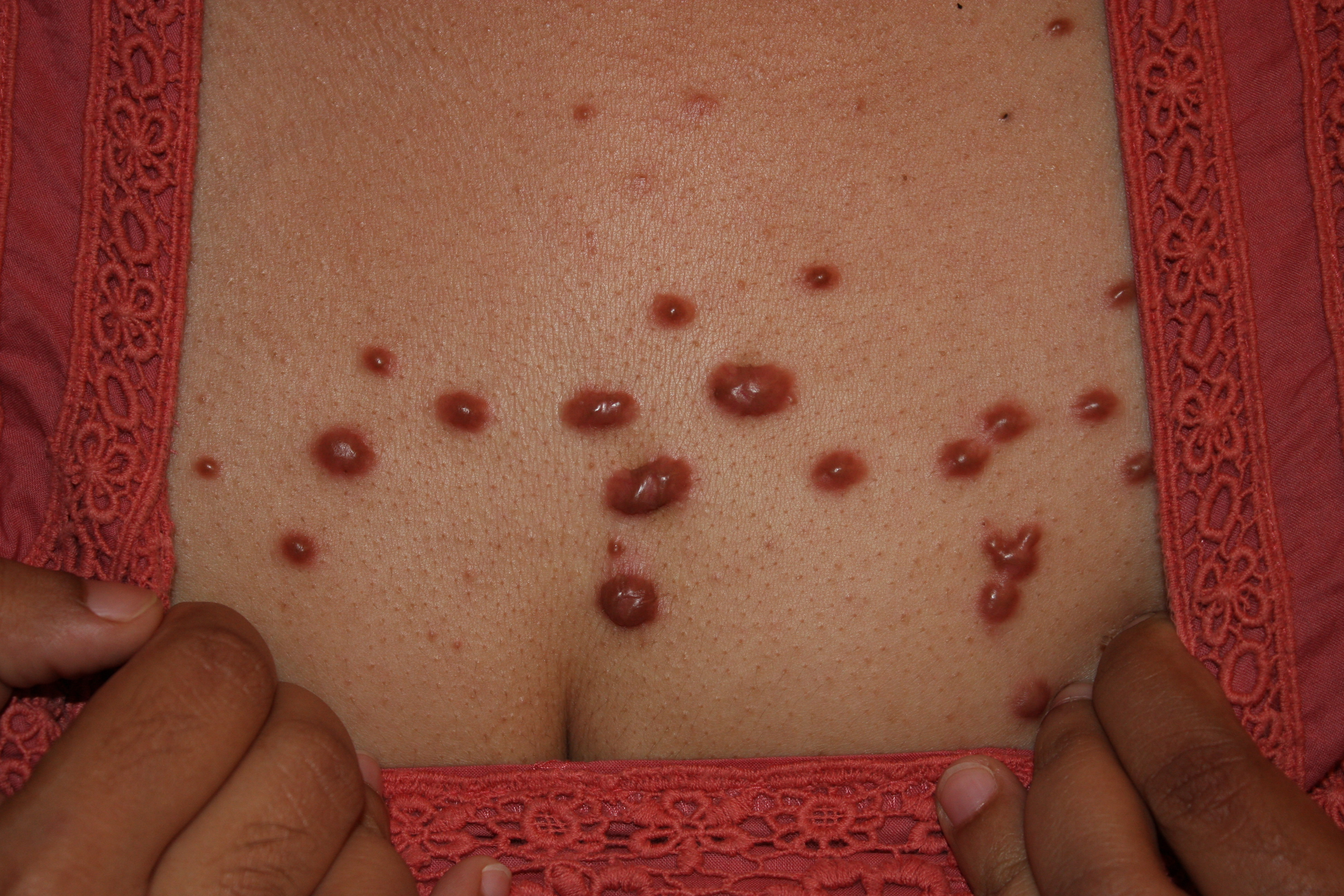
نقط من الجدرة
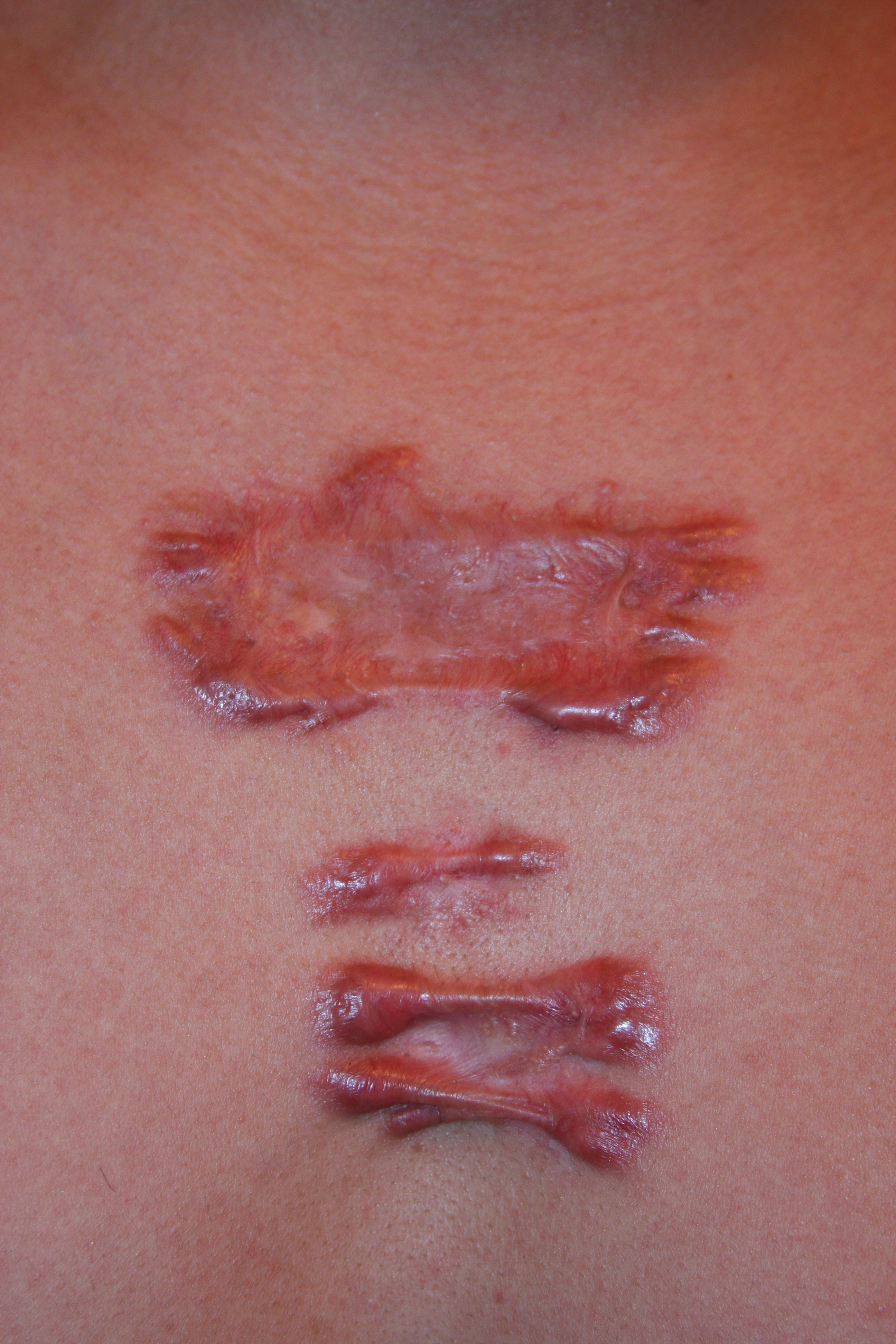
جدرة مؤلمة ملتهبة على الصدر.
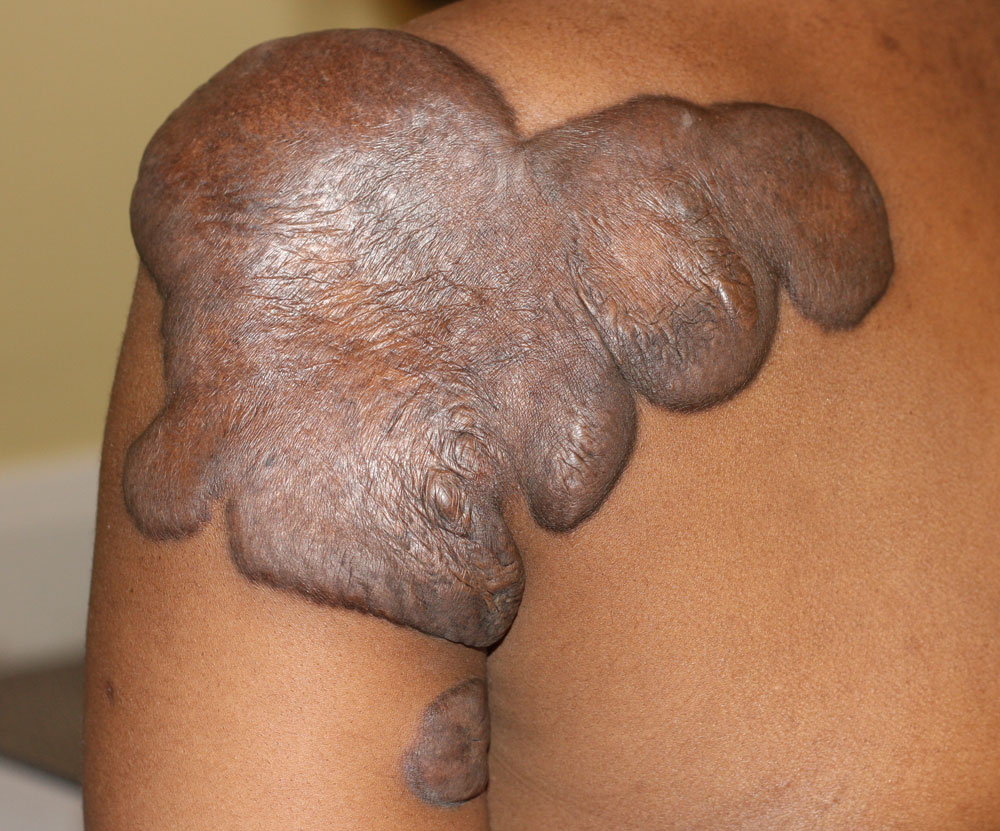
جدرة سطحية
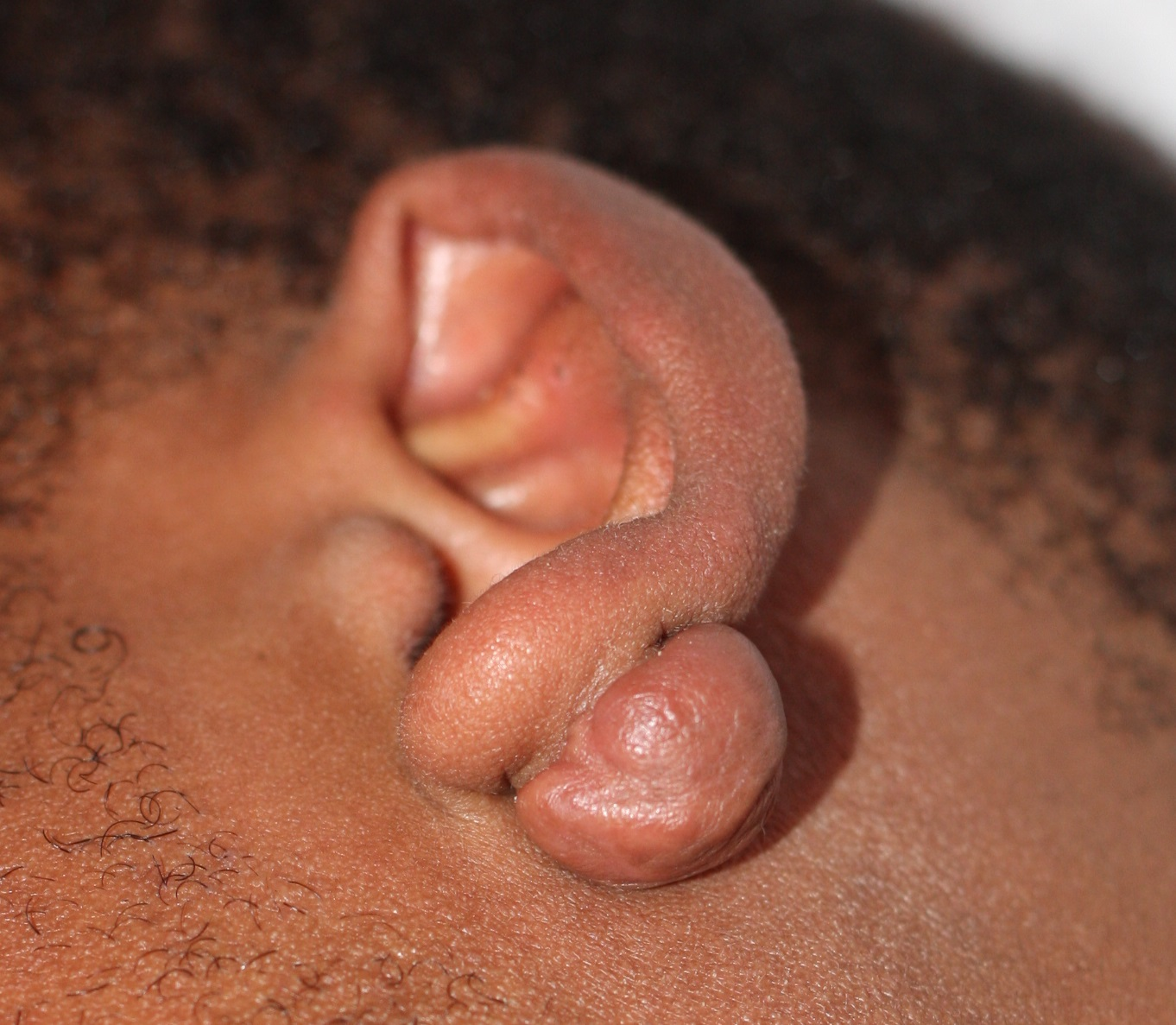
جدرة تشبة الفطر
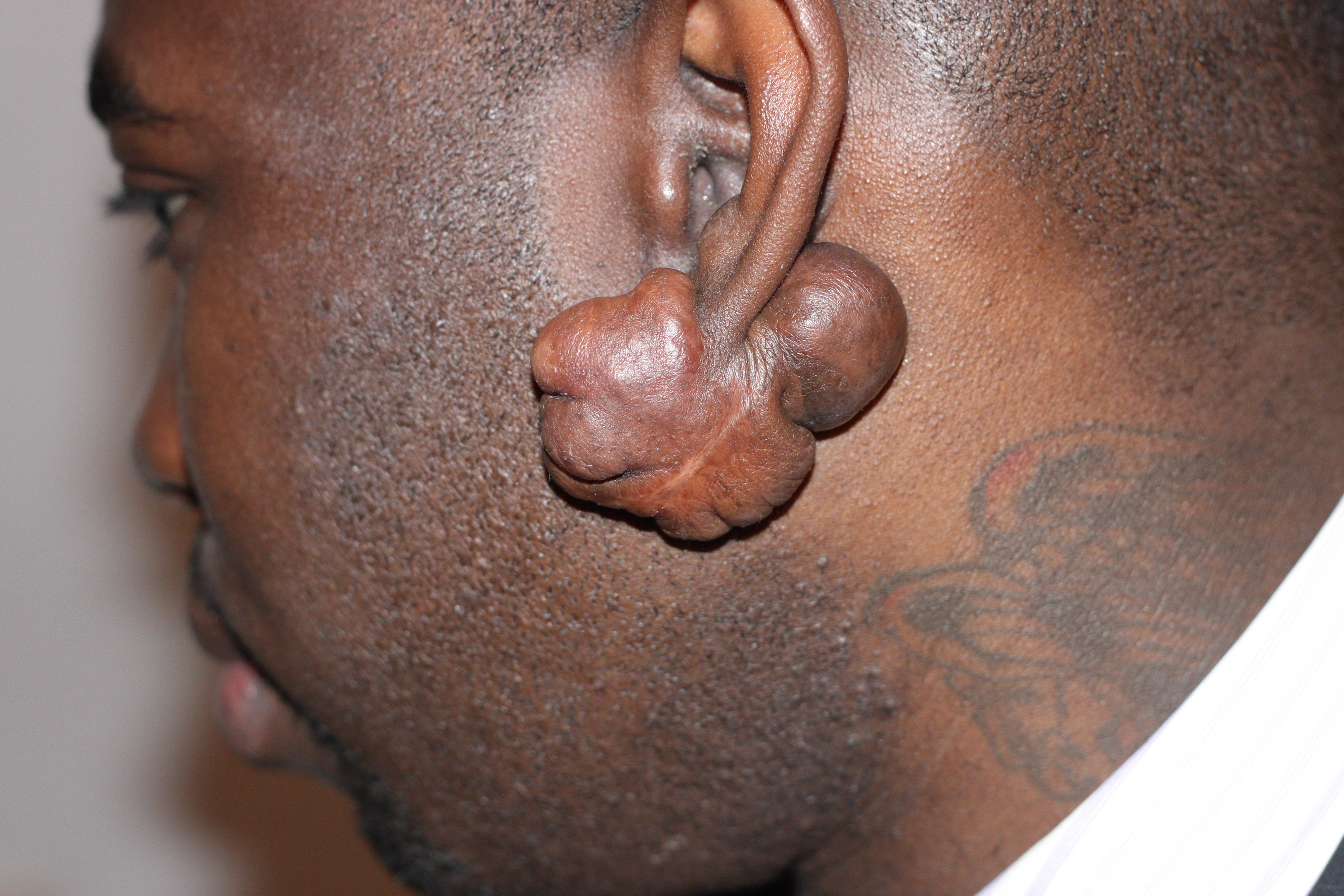
جدرة سميكة.
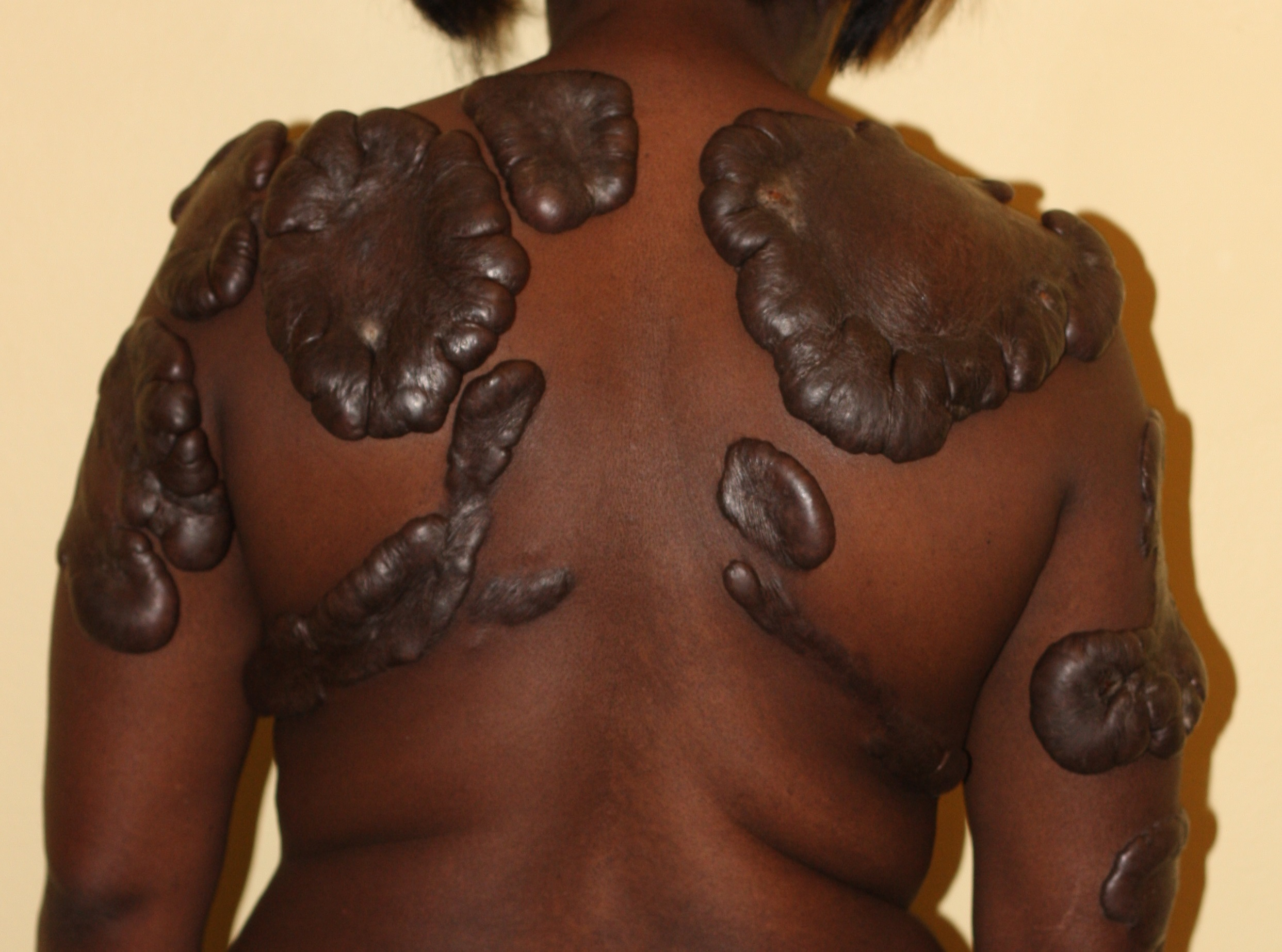
جدرة ضخمة
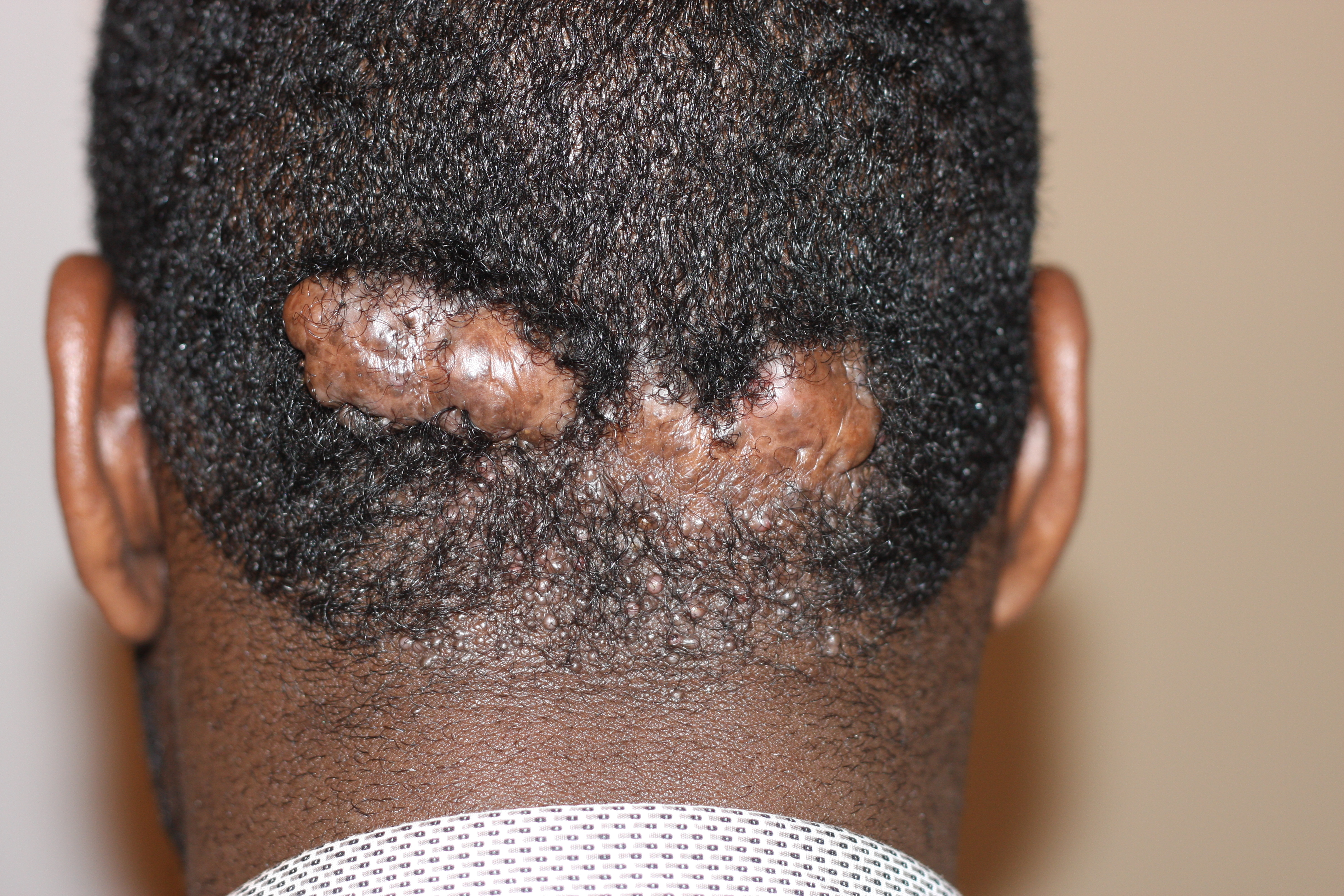
جدرة في فروة الرأس
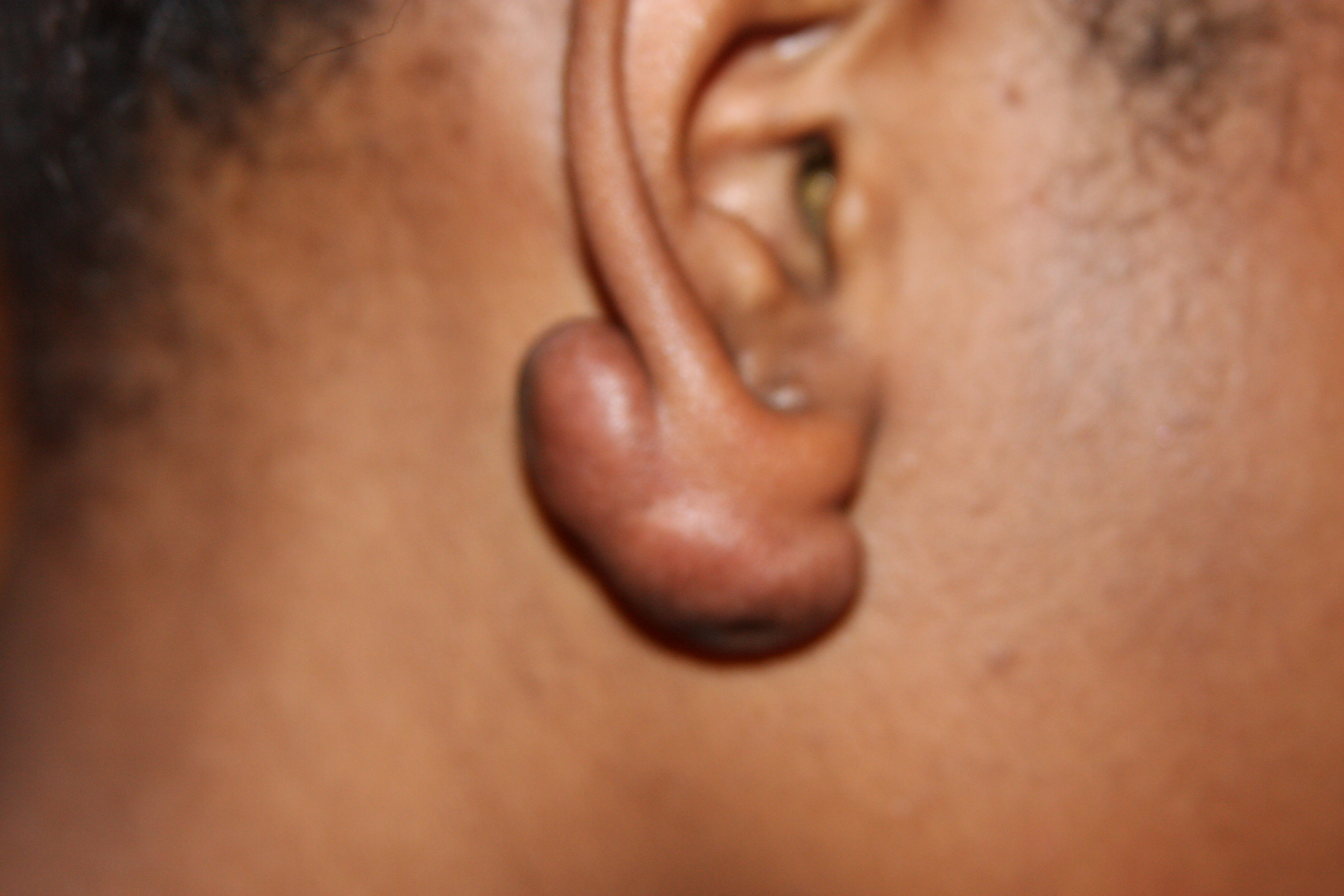
جدرة
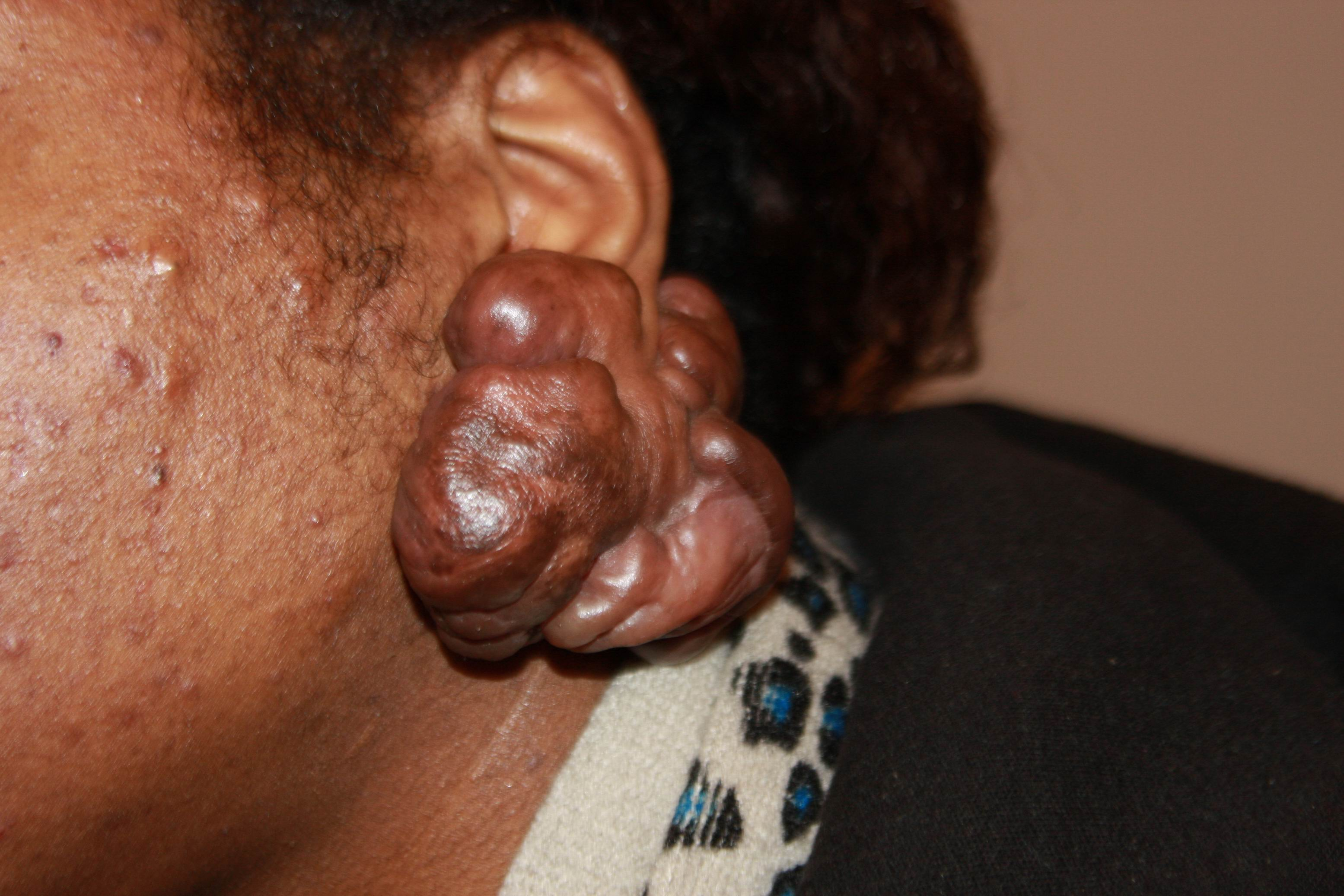
جدرة ضخمة بعد عمليات جراحية متكررة.
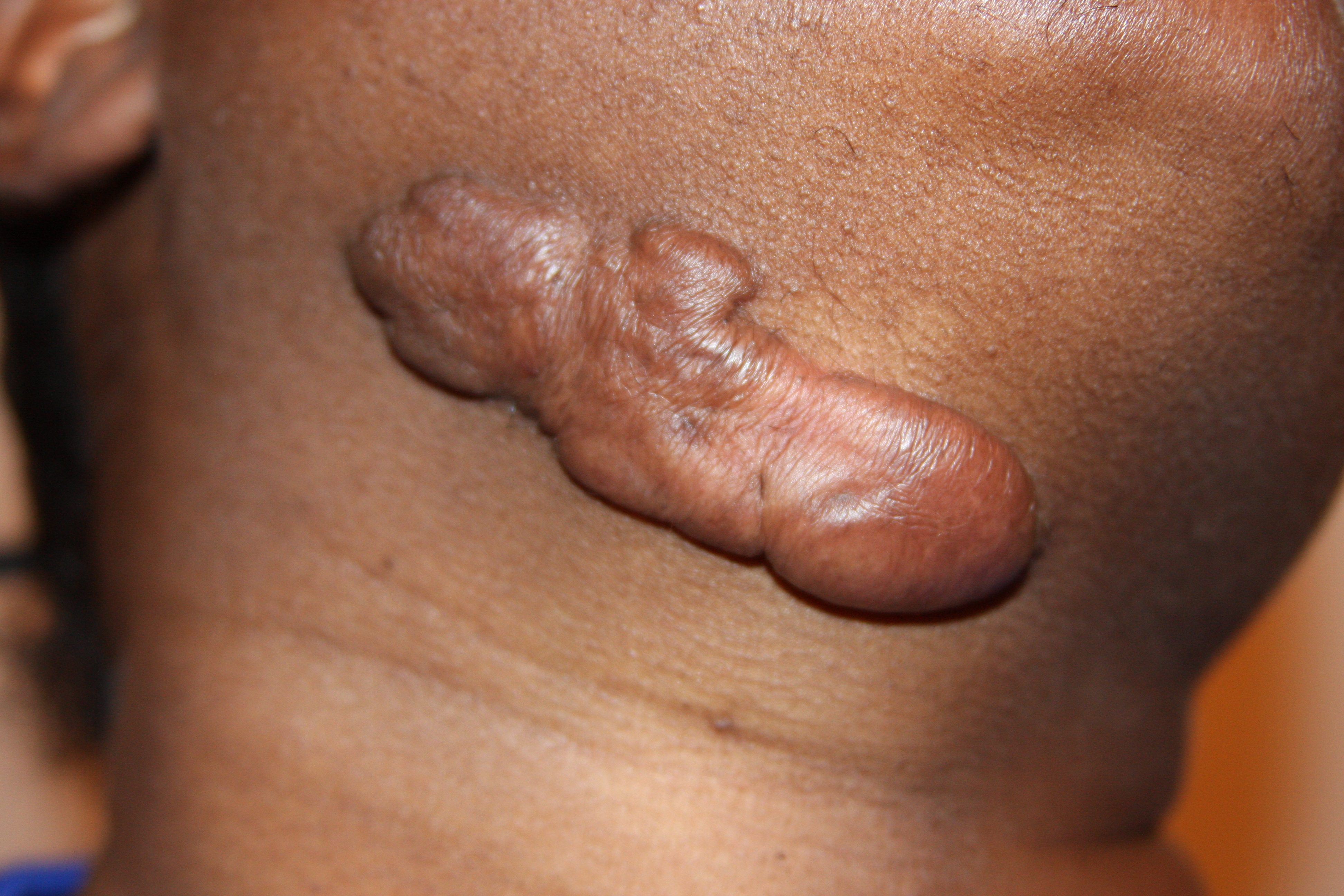
جدرة في اللرقبة
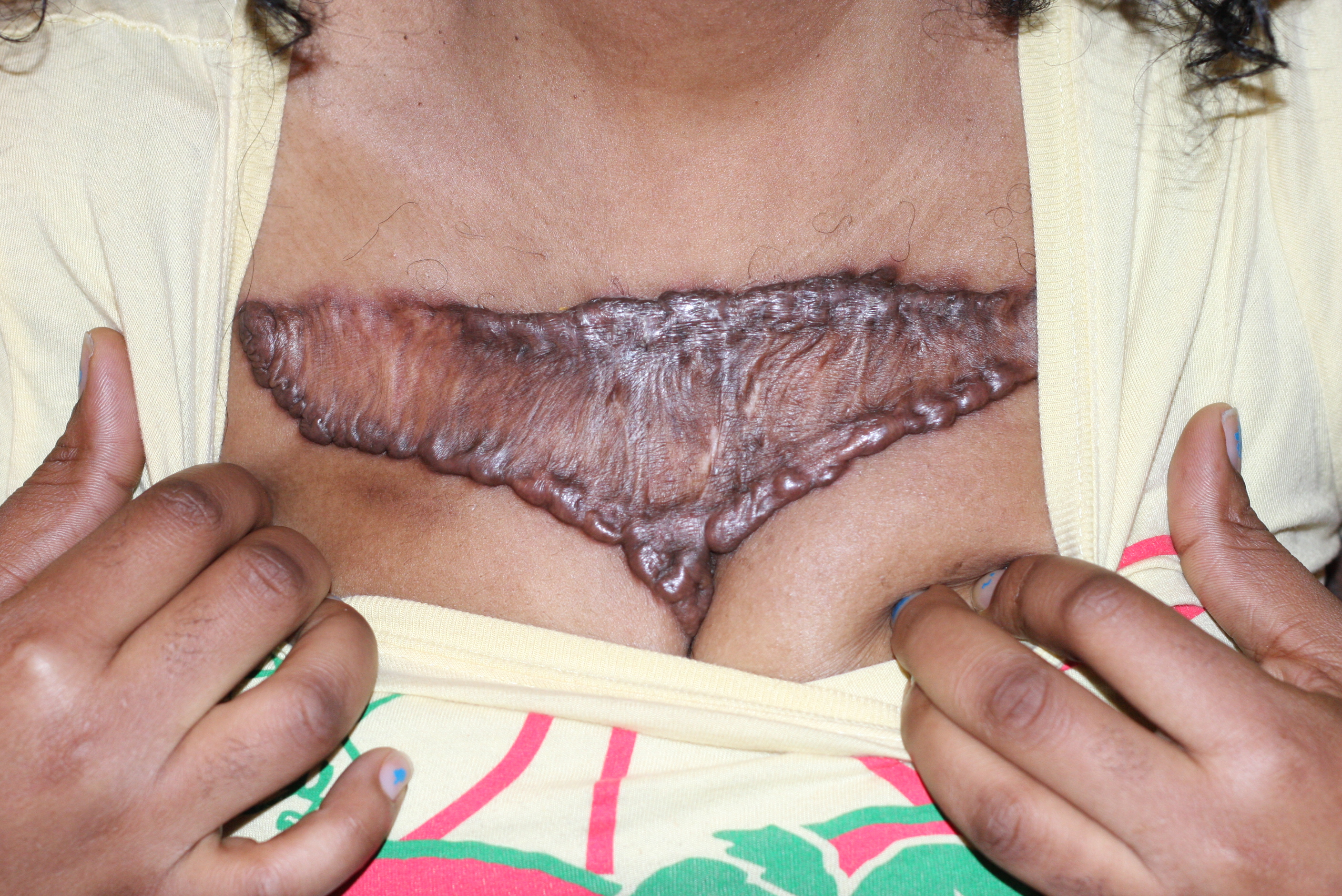
جدرة مؤلمة على الصدر بعد جراحة.
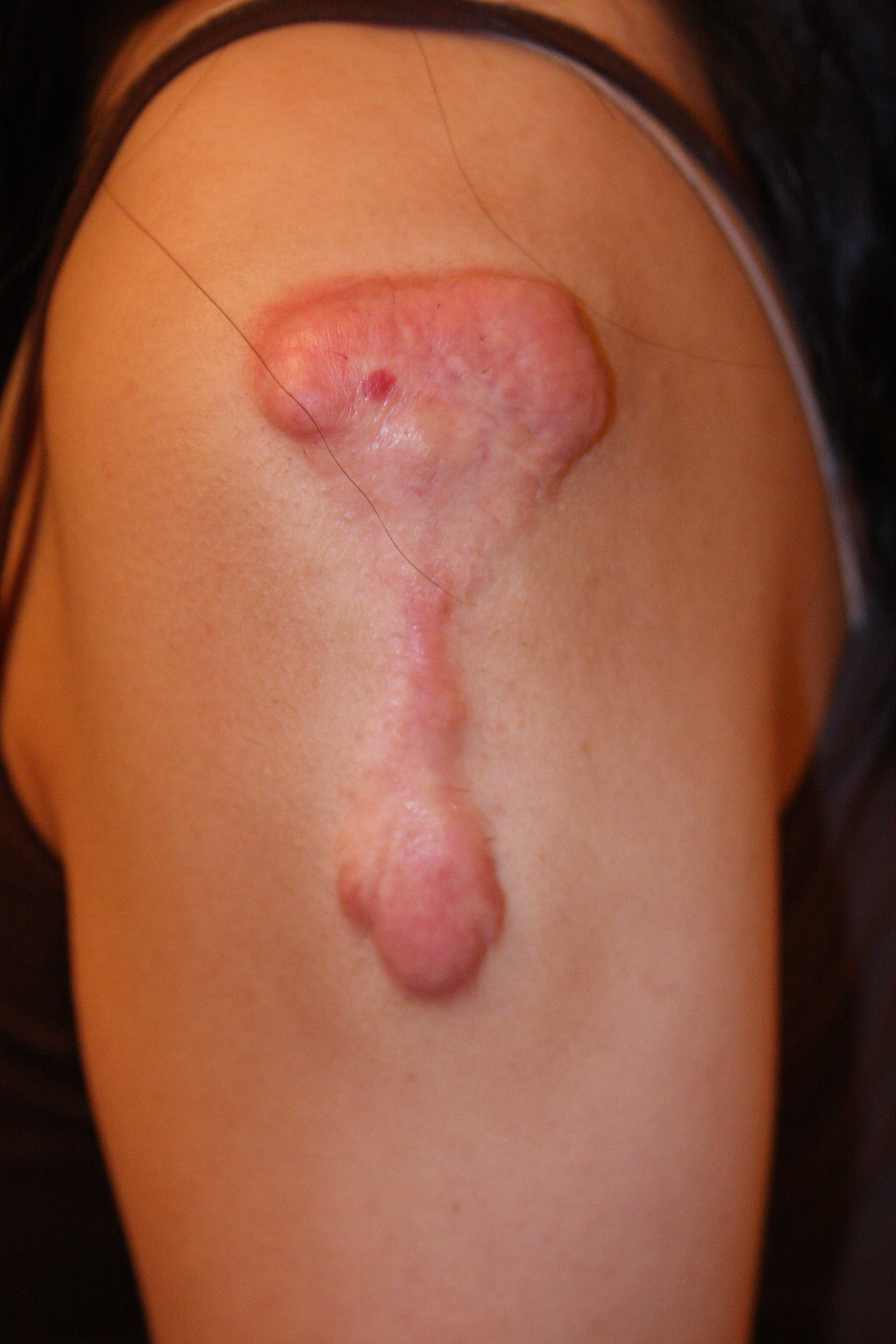
جدرة أعلى الذراع.
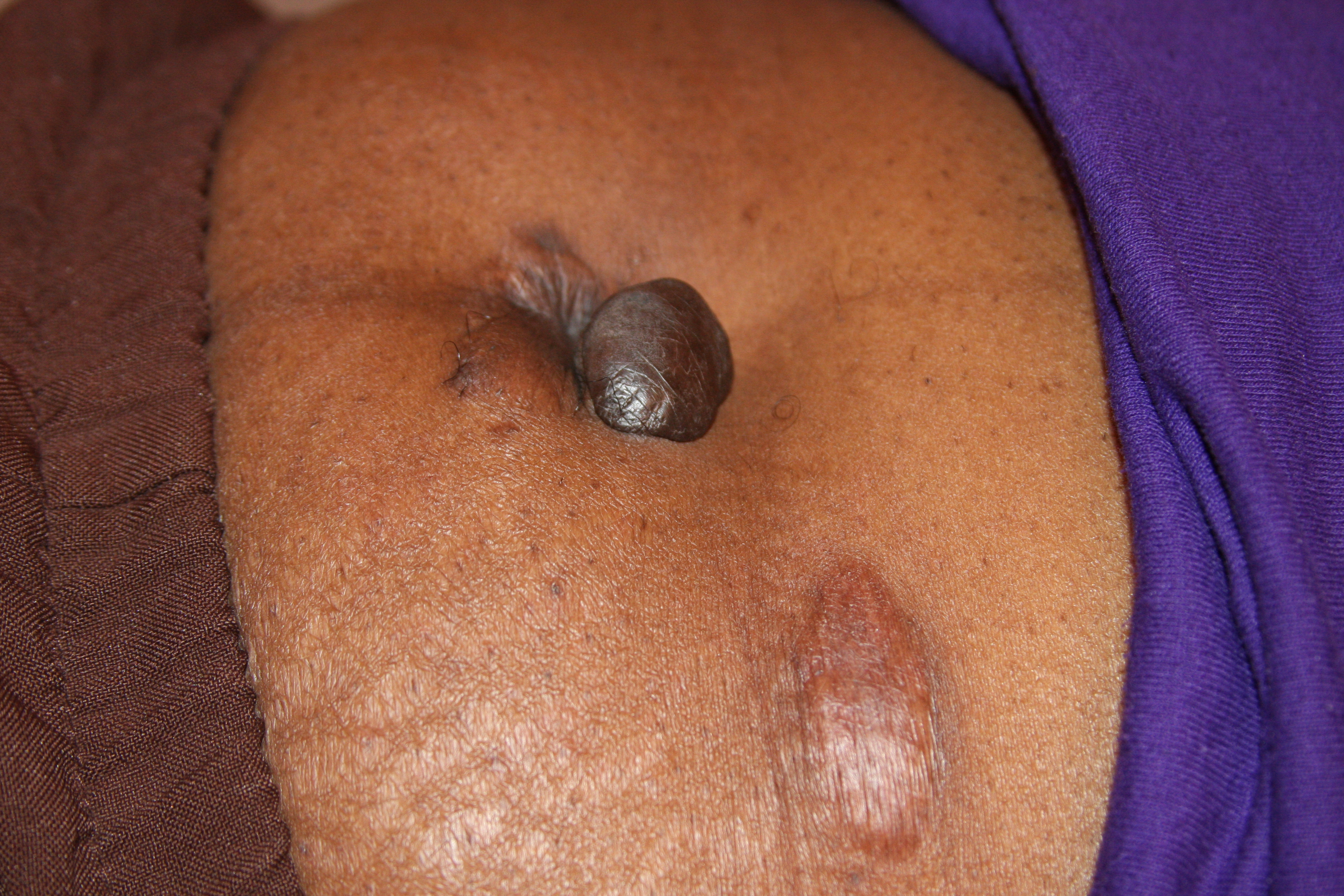
جدرة على السرة
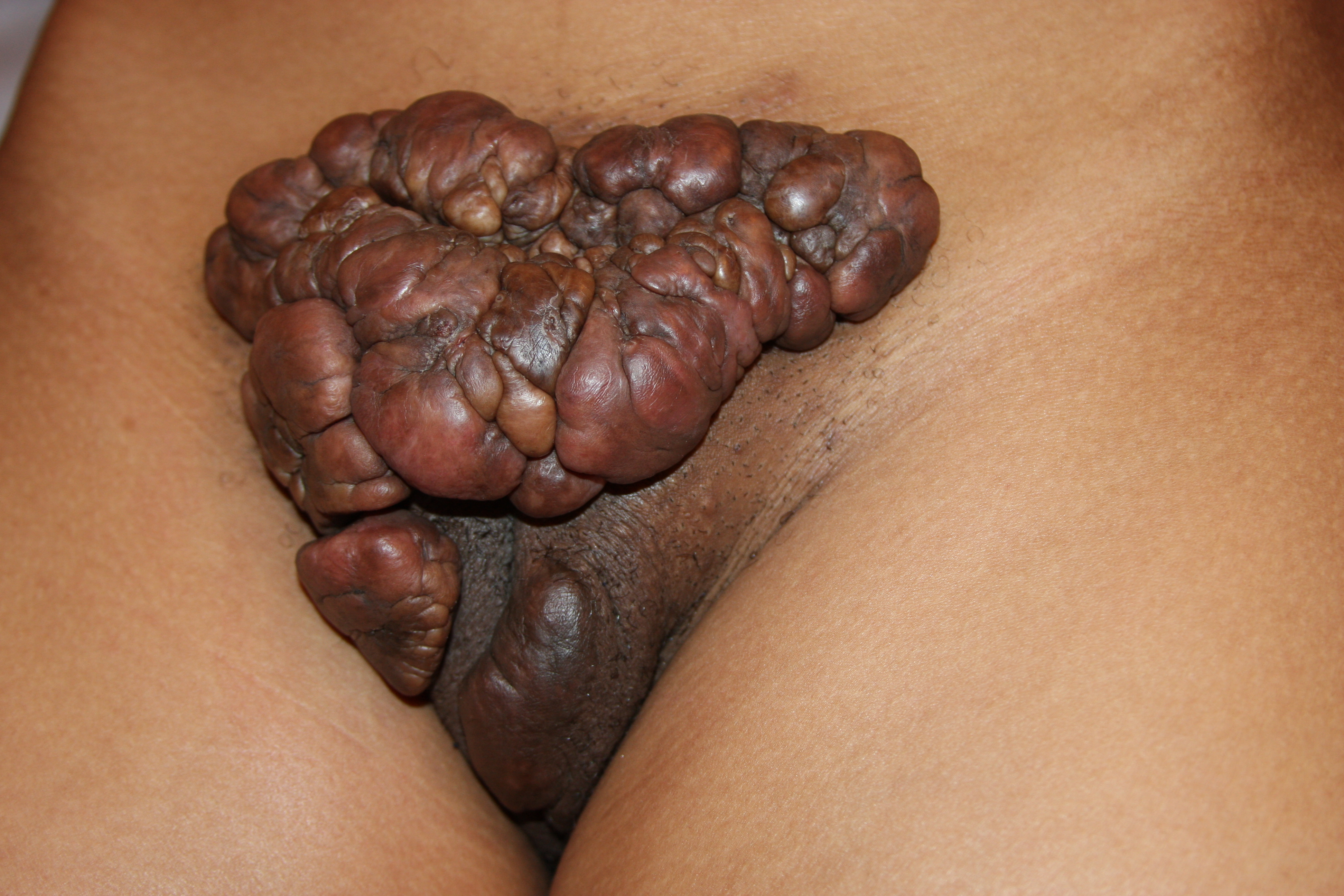
جدرة في منطقة العانة.
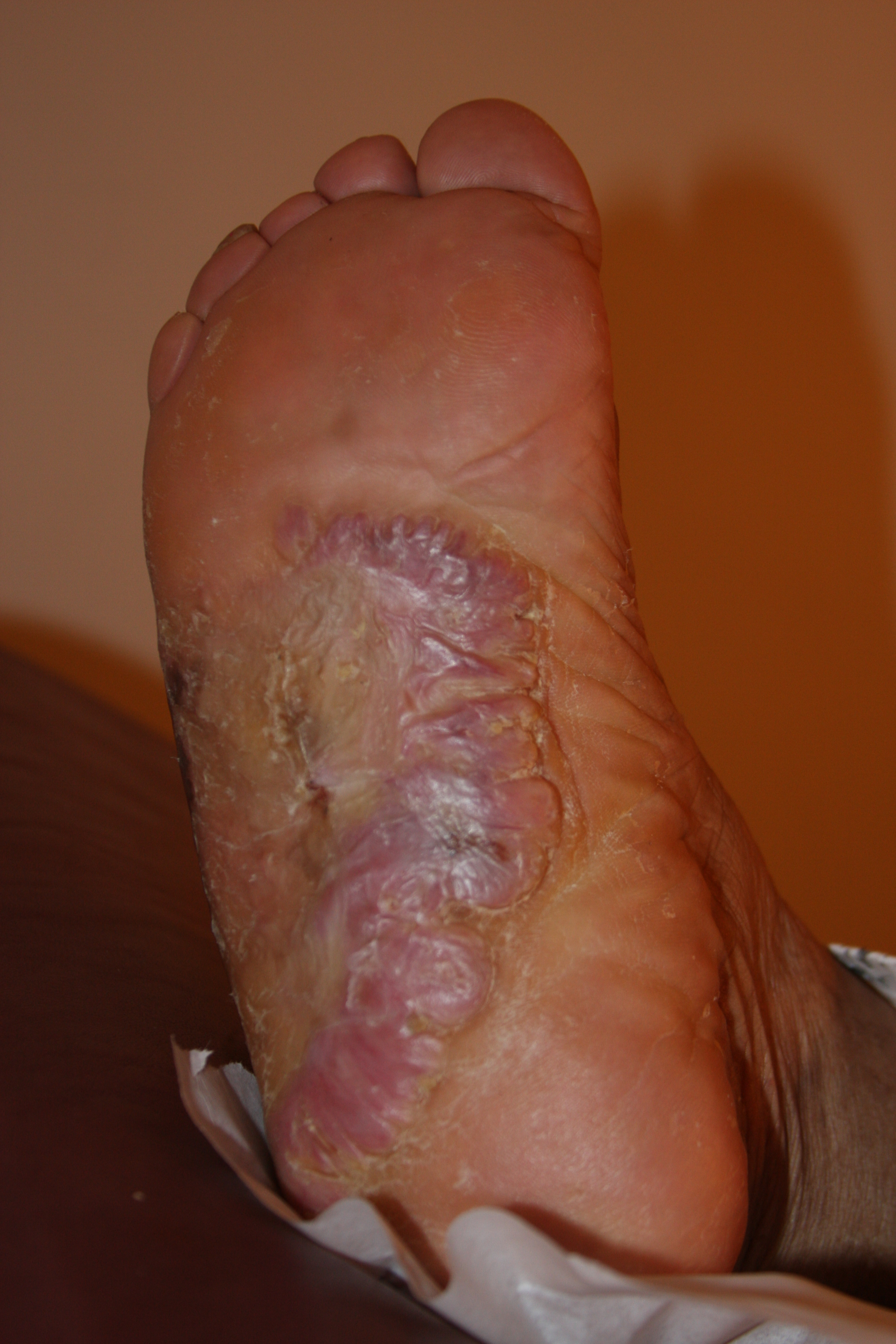
جدرة في باطن القدم

| صور |
| --- |
| - جدرة في شكل بثور صغيرة - عقيدات جدرية (قطرها 1–2 سم). - خطين من الجدرة - جدرة مسطحة - جدرة في شكل فراشة. - نقط من الجدرة - جدرة مؤلمة ملتهبة على الصدر. - جدرة سطحية - جدرة تشبة الفطر - جدرة سميكة. - جدرة ضخمة - جدرة في فروة الرأس - جدرة - جدرة ضخمة بعد عمليات جراحية متكررة. - جدرة في اللرقبة - جدرة مؤلمة على الصدر بعد جراحة. - جدرة أعلى الذراع. - جدرة على السرة - جدرة في منطقة العانة. - جدرة في باطن القدم |

### الموقع
يمكن أن تتطور الجدرة في أي مكان يحدث فيه صدمة للجلد. ويمكن أن تكون نتيجة البثور أو لدغ الحشرات أو الخدش أو الحروق أو أي إصابة جلدية أخرى، كما يمكن أن تتطور بعد الجراحة، وهي أكثر شيوعًا في بعض المواقع، مثل منتصف الصدر، والظهر، والكتفين (عادة ما تكون ناتجة عن حب الشباب)، وشحمة الأذن (من ثقب الأذن). ويمكن أن تحدث أيضا مع ثقب الجسم، والأماكن الأكثر شيوعًا هي شحمة الأذن، والذراعان، ومنطقة الحوض، وعظام الترقوة.

## السبب
تميل معظم أنواع الإصابة الجلدية إلى التندب، ويشمل ذلك الحروق وندبات حب الشباب، وندبات الجدري الماء، وثقب الأذن، والخدوش، والشقوق الجراحية، وأماكن التلقيح.
ووفقًا للمركز القومي الأمريكي للمعلومات الحيوية، فإن ندبات الجدرة شائعة لدى الشباب الذين تتراوح أعمارهم بين 10-20 عامًا. وقد أظهرت الدراسات أن الأشخاص ذوي البشرة الداكنة يكونون أكثر عرضة لندوب الجدرة نتيجة لإصابة الجلد، وتحدث في 15-20٪ من الأفراد الذين لديهم أصول من أفريقيا جنوب الصحراء أو آسيا، وتقل بكثير في الأشخاص من الأصل القوقازي، بينما لا توجد حالات مسجلة في المرضى المصابين بالمهق. وتميل الجُدرة إلى أن يكون لديها مكون وراثي، مما يعني أنه من المحتمل أن يكون المرء مصابًا بها إذا كان أحد أو كلا والديه يمتلكها. ومع ذلك، لم يتم التعرف على جين واحد حتى الآن يُعد عاملاً مسببًا في تندب الجدرة، ولكن تم اكتشاف العديد من المواقع المشكوك بها وعلى الأخص على الكروموسوم 15.

### جينيًا
معظم الناس، وخاصة الأفريقيين من جنوب الصحراء والأمريكان من أصل أفريقي، لديهم تاريخ عائلي إيجابي لاضطراب الجدرة، ويضفي تطوير الجدرة بين التوائم مصداقية لوجود القابلية الوراثية لتطوير الجُدرات. وأبلغ مارنيروس وآخرون عن أربع مجموعات من التوائم المتماثلة طورا الجدرة، كما وصف راماكريشنان وآخرون زوج من التوائم الذين طوروا الجدرة في نفس الوقت بعد التطعيم. كما تم الإبلاغ عن وجود أشكال حادة سريريًا من الجُدرات في الأفراد ذوي التاريخ العائلي الإيجابي والأصل الأفريقي الأسود.

## علم الأمراض

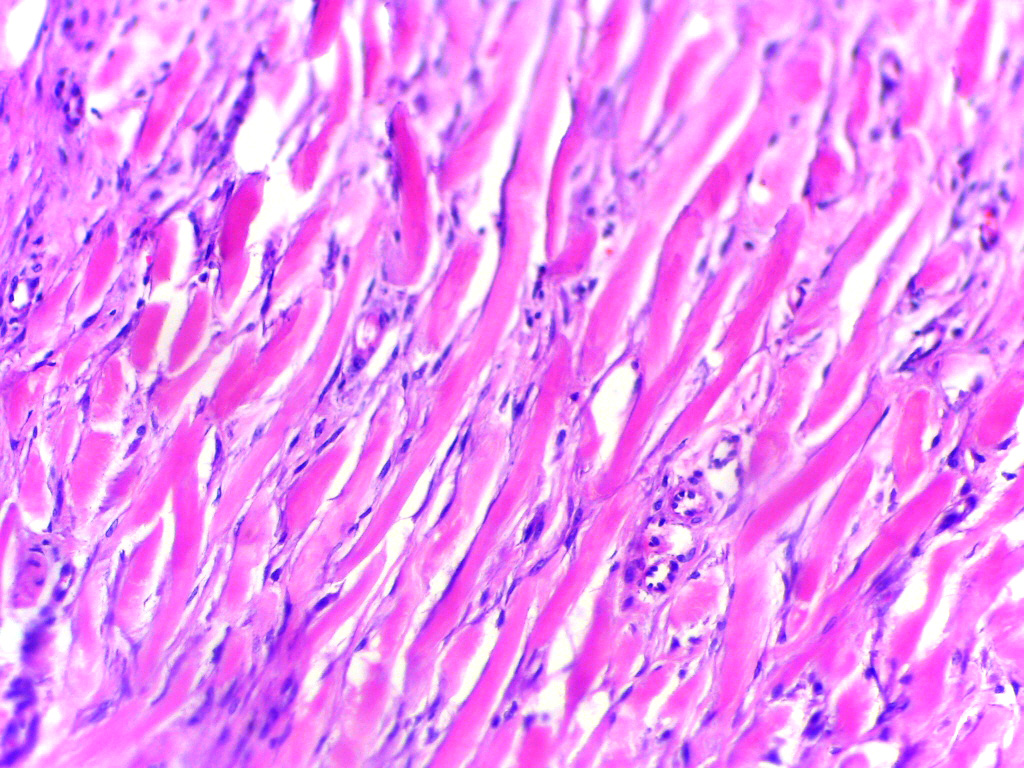
صورة مجهرية للجدرة، حيث أن ألياف الكولاجين السميكة من خصائص عملية الالتئام.

من الناحية النسيجية، الجُدرة هي أورام متليفة تتميز بمجموعة من الخلايا الليفية غير النمطية مع ترسب مفرط لمكونات المصفوفة خارج الخلية خاصةً الكولاجين، والفبرونيكتين، والإيلاستين، والبروتيوغليكان. وتقدم الجدرة تحديًا علاجيًا يجب معالجته، حيث يمكن أن تسبب هذه الآفات ألمًا كبيرًا وحكة وتشويهًا جسديًا. وقد لا تتحسن في المظهر بمرور الوقت ويمكن أن تحد من القدرة على الحركة إذا كانت موجودة على مفصل.
تصيب الجُدرات على كلا الجنسين بالتساوي، على الرغم من أن نسبة حدوث المرض لدى الإناث كانت أعلى مما هي عليه عند الذكور الشباب، مما يعكس على الأرجح تواتر أكبر لثقب الأذن بين النساء، وتواتر حدوثها أعلى 15 مرة في الأشخاص أصحاب البشرة الداكنة، كما تزايدت احتمالات إصابة الأفراد المنحدرين من أصل أفريقي بمرض الجدرة.

## العلاج
أفضل علاج هو الوقاية في المرضى الذين لديهم استعداد معروف لتطور الجدرة. ويشمل ذلك تجنب الصدمات أو الجراحات غير الضرورية (بما في ذلك ثقب الأذن، وإزالة الشامة الاختياري) كلما أمكن ذلك. ويجب أن تُعالَج أي مشاكل جلدية في هؤلاء الأشخاص (على سبيل المثال، حب الشباب والعدوى) في أقرب وقت ممكن للحد من مناطق الالتهاب.
ويعتمد علاج ندبة الجدرة على السن. فلا ينصح باستخدام العلاج الإشعاعي ومضادات الأيض والكورتيزون في الأطفال؛ لتجنب الآثار الجانبية الضارة، مثل تشوهات النمو.
بينما يعزز استخدام الكورتيكوستيرويد مع الفلورويوراسيل وليزر السائل كعلاج ثلاثي النتائج في البالغين ويقلل من الآثار الجانبية.
وتشمل الاستراتيجيات الوقائية والعلاجية الأخرى العلاج بالضغط، وأغطية هلام السيليكون، والجراحة التجميلية، والإشعاع، والعلاج بالليزر، والإنترفيرون، والفلورويوراسيل والاستئصال الجراحي، فضلا عن العديد من المستخلصات الموضعية.
لا يزال الاستئصال الجراحي في الوقت الحالي هو العلاج الأكثر شيوعًا لآفات الجُدرة. ومع ذلك، هناك معدل تكرار كبير يتراوح بين 70-100٪ مع تشكيل آفة أكبر حجما مع التكرار. وعلى الرغم من أن الاستئصال الجراحي لا يكون ناجحًا دائمًا وحده، إلا أنه يقلل بشكل كبير من معدل التكرار عند استخدامه من طرق العلاجات الأخرى. وتشمل أمثلة هذه العلاجات على سبيل المثال لا الحصر العلاج الإشعاعي، والعلاج بالضغط، والاستئصال بالليزر. وقد أظهر العلاج بالضغط بعد الاستئصال الجراحي نتائج واعدة، لا سيما في الجدرة في الأذن وشحمة الأذن. وعلى الرغم من أن آلية كيفية عمل العلاج بالضغط بالضبط غير معروفة في الوقت الحاضر لكن العديد من المرضى الذين يعانون من جروح وآفات الجدرة قد استفادوا منه.
في حالة حدوث الجدرة، فإن العلاج الأكثر فعالية هو العلاج الإشعاعي بالحزمة الخارجية السطحية (SRT)، والتي يمكن أن تحقق معدلات شفاء تصل إلى 90٪.
بالإضافة إلى ذلك، يبدو أن الحقن داخل الأوردة بالكورتيكوستيرويد يساعد في الحد من الالتهاب والحكة.
العلاج بالتبريد أو التجميد هو تطبيق البرد الشديد على الجدرة لعلاجها، وهي طريقة سهلة التنفيذ وقد أظهرت نتائج بأقل فرصة للتكرار.
وقد بدأ بحث جديد يستخدم جرعات عالية من الأكسجين باستخدام العلاج بالأكسجين عالي الضغط لتحسين تشكيل الجدرة. ووجد هذا البحث أن التعبير عن العوامل التي تشير إلى الانتقال من النسيج الظهاري إلى النسيج الوسيط تم تحسينه في المرضى بعد تلقي العلاج بالأكسجين عالي الضغط مشيرا إلى أنه قد يكون علاجا فعالا ضد ظاهرة الانتقالية الظهارية الوسيطة (epithelial–mesenchymal transition) في مرضى الجدرة.

## وبائيات
يمكن للأشخاص في أي عمر تطوير الجُدرة، والأطفال أقل من 10 سنوات هم أقل عرضة لتطوير الجدرة، حتى من ثقب الأذن. وقد تتطوّر الجُدريّات أيضًا من الْتِهابُ الجُرَيباتِ الكاذِب عند استمرار الحلاقة في وجود نتوءات من الحلاقة، مما سوف يسبب تهيجها، وحدوث عدوى، وسوف تتشكل الجدرة بمرور الزمن. ويُنصح الأشخاص الذين يعانون من نتوءات الحلاقة بالتوقف عن الحلاقة لكي يتمكن الجلد من إصلاح نفسه قبل القيام بأي شكل من أشكال إزالة الشعر. ويميل تشكيل الجدرة لكونه وراثيا. وقد تحدث الجدرة بمرور الوقت دون حدوث اختراق للجلد، ويكون نموها بطيئا، وسبب ذلك غير معروف.
ويمكن أن تؤدي الحروق الشديدة، سواء الحرارية أو الإشعاعية، إلى جدريات كبيرة بشكل غير عادي كما حدث مع القصف الذري على هيروشيما وناجازاكي.
حقيقة حدوث وانتشار الجدرة في الولايات المتحدة غير معروفة. وفي الواقع، لم تكن هناك دراسة سكانية لتقييم علم الأوبئة لهذا الاضطراب. وصّرح مارنيروس في كتابه المنشور عام 2001 أن "نسبة حدوث الجُدرات في عموم السكان تتراوح بين 16٪ من البالغين في زائير إلى 0.09٪ في إنجلترا"، نقلاً عن منشور بلوم لعام 1956 عن وراثة الجدرة. وتُظهِر الملاحظات السريرية أن هذا الاضطراب هو أكثر شيوعا بين الأفارقة جنوب الصحراء والأمريكيين الأفارقة والآسيويين، مع معدلات انتشار غير موثوقة وواسعة للغاية تتراوح بين 4.5-16٪.

## تاريخ
قد وُصِف اضطراب الجدرة من قِبَل الجراحون المصريون حوالي عام 1700 قبل الميلاد، وتم تسجيلها في بردية سميث فيما يتعلق بالتقنيات الجراحية. وحدد جان لوي أليبرت (1768-1837) الجدرة ككيان في عام 1806. وأطلق عليها cancroïde، وتم تغيير الاسم في وقت لاحق إلى chéloïde لتجنب الخلط مع السرطان. والكلمة مشتقة من اليونانية χηλή chele.